# Maizières-lès-Metz
Maizières-lès-Metz (Duits: Maizières bei Metz ) is een plaats in het noorden van Frankrijk, in de directe omgeving ten westen van de Moezel. Het lag aan de Maginotlinie.
De gemeente was onderdeel van het kanton Maizières-lès-Metz in het arrondissement Metz-Campagne tot beide op 22 maart 2015 werden opgeheven. De gemeente werd onderdeel van het nieuwgevormde kanton Sillon mosellan in het eveneens nieuwgevormde arrondissement Metz. Het gebied waar Maizières-lès-Metz in ligt is Elzas-Lotharingen. Het lag totdat op 1 januari 2016 de regio's van Frankrijk nieuw werden ingedeeld in de regio Lotharingen. De gemeente telde 11.725 inwoners op 1 januari 2022.
De tegenwoordige Duitse familie de Maizière, met Lothar en Thomas de Maizière, stamt hier vandaan.
Pretpark Walygator Parc, voorheen van Walibi, ligt tegen het noorden van Maizières-lès-Metz aan.
Het dorp was bezit van de Abbaye Saint-Vincent de Metz in de gelijknamige Vrije rijksstad.

## Geografie
De oppervlakte van Maizières-lès-Metz bedroeg op 1 januari 2022 8,82 vierkante kilometer; de bevolkingsdichtheid was toen 1.329,4 inwoners per km². De gemeente ligt 12 km ten noorden van Metz, dat aan de Moezel ligt.
In de gemeente ligt spoorwegstation Walygator-Parc. De autosnelweg E25 of A31, die hier hetzelfde traject volgt,  komt langs Maizières-lès-Metz.

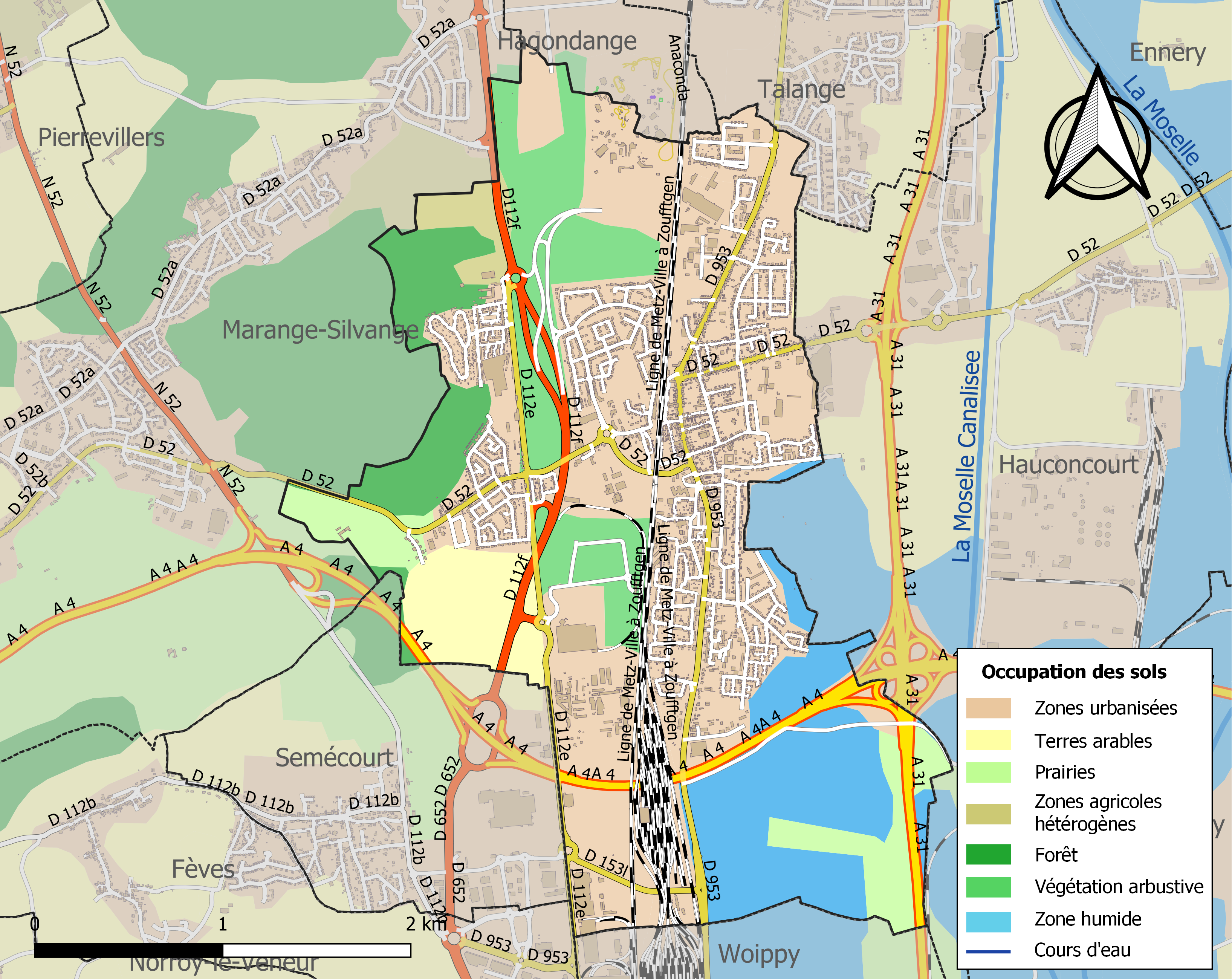
Kaart van de gemeente met de belangrijkste infrastructuur, bodemgebruik en omliggende gemeenten

## Demografie
Onderstaande figuur toont het verloop van het inwonertal, bron: INSEE-tellingen.

## Stedenbanden
- Bukowsko
- Montastruc-la-Conseillère
- Bad Wünnenberg

## Geboren
- Thibault Bourgeois (5 januari 1990), voetballer

## Verwijzingen
- (fr)  Maizières-lès-Metz
- (fr)  Statistische informatie op de website van INSEE

Hagondange · Hauconcourt · Maizières-lès-Metz · La Maxe · Semécourt · Talange · Woippy